# Пйотрковиці (Казімерський повіт)
Пйотрковиці (пол. Piotrkowice) — село в Польщі, у гміні Бейсці Казімерського повіту Свентокшиського воєводства.
Населення — 316 осіб (2011).
У 1975-1998 роках село належало до Келецького воєводства.

## Демографія
Демографічна структура на день 31 березня 2011 року:
|          | Загалом | Допрацездатний вік | Працездатний вік | Постпрацездатний вік |
| -------- | ------- | ------------------ | ---------------- | -------------------- |
| Чоловіки | 151     | 30                 | 99               | 22                   |
| Жінки    | 165     | 32                 | 86               | 47                   |
| Разом    | 316     | 62                 | 185              | 69                   |